# براندون بييل
براندون بييل (بالإنجليزية: Brandon Beal)‏ هو منتج أسطوانات ومغني ومغن مؤلف أمريكي، ولد في 16 ديسمبر 1983 في تايلر في الولايات المتحدة.

## وصلات خارجية
- براندون بييل على موقع ميوزك برينز (الإنجليزية)
- براندون بييل على موقع أول ميوزيك (الإنجليزية)
- براندون بييل على موقع ديسكوغز (الإنجليزية)